# Латыпов-Догадов, Владимир Геннадьевич
Владимир Геннадьевич Латыпов-Догадов (22 апреля 1962, Октябрьский — 7 июня 2024, Уфа) — актёр Русского академического театра драмы Республики Башкортостан. Народный артист Республики Башкортостан (2004). Заслуженный артист Российской Федерации (2007).

## Биография
Родился 22 апреля 1962 года в г. Октябрьский Башкирской АССР.
В 1983 году окончил Уфимский государственный институт искусств (курс заслуженного деятеля искусств П. Р. Мельниченко).
С 1983 года — актёр Государственного академического русского драматического театра Республики Башкортостан.
С 1990 года являлся членом Союза театральных деятелей Башкортостана.
Умер 7 июня 2024 года в Уфе после продолжительной болезни.

## Роли в спектаклях
Елеся («Не было не гроша, да вдруг алтын» А. Н. Островского), Собачкин («Ах, Невский!..» А. Поламишева по «Петербургским повестям» Н. В. Гоголя), Редькин («Эффект Редькина» А. Козловского), Пашка Остапчук («Завтра была война» Б. Васильева), Володька-лейтенант («Отпуск по ранению» В. Кондратьева), Дрозд («Шантеклер» Э. Ростана), Человек-сын («Могущество мух» Л. Сальвэр), Тригорин («Чайка» А. П. Чехова), Эдмунд Кин («Приглашаю в вечность, Ваше Величество» Г. Горина), Тюрянинов («Соколы и вороны» А. Сумбатова-Южина), Ардальон Передонов («Тварь» В. Семёновского по роману Ф. Сологуба «Мелкий бес») и другие.

## Награды и звания
- Заслуженный артист Российской Федерации (2007)
- Народный артист Республики Башкортостан (2004)
- Премия им. А. Мубарякова СТД РБ за роль Редькина в спектакле «Эффект Редькина» (1989);
- Премия комсомола имени Г.Саляма — за совокупность ролей (1990);
- Диплом Республиканского телевизионного конкурса «Поют актёры театра» (1994);
- Приз «За лучший дуэт» (совместно с Т. М. Гариповым — Кин IV и Георг IV в спектакле «Приглашаю в вечность, Ваше Величество!») на Республиканском Фестивале «Театральная весна» (Салават, 2003);
- «Лучшая мужская роль второго плана» (Тюрянинов в спектакле «Соколы и вороны») по рейтингу «Пресса-2002» (Уфа);
- Специальный Приз жюри Международного Фестиваля «Театр без границ» за роль Ардальона Передонова в спектакле «Тварь» (Магнитогорск, 2005);
- «Лучшая мужская роль» (за роли Басова в спектакле «Дачники», Передонова в спектакле «Тварь», Тонино и Дзанетто в спектакле «Венецианские близнецы») по рейтингу «Пресса-2005» (Уфа);
- Приз в номинации «Лучший дуэт» (совместно с И.Агашковой — за роли Джорджа и Шарлотты Хэй в спектакле «Музыка небес») рейтинга «Пресса-2009» (Уфа).